# Four Walls And A Roof
"Four Walls And A Roof" là tập thứ ba trong Phần 5 của series phim truyền hình The Walking Dead. Tập phim được phát sóng trên kênh AMC của Mỹ vào ngày 26 tháng 10 năm 2014. Khi phát sóng, tập phim đã được 13,801 triệu người xem trong đó có 7,0 triệu người từ 18-49 tuổi.

## Nội dung tập
Tập phim mở đầu bằng cảnh tiếp nối khi Gareth đang bình thản nói chuyện với Bob Stookey. Phía bên ngoài một trường học - nơi Gareth và đồng bọn của hắn đang tạm trú ngụ, hàng loạt những xác sống đang đập tay lên cửa kính. Sau một hồi run rẩy trong hoảng loạn, cuối cùng, Bob bỗng phá lên cười. Anh vạch vai áo của mình ra và để lộ một vết cắn. Bob nói rằng nhóm của Gareth vừa ăn phải "thịt hỏng" và tiếp tục cười điên dại. Khi những tên khác trong nhóm Gareth hoảng sợ và cố ói những miếng thịt vừa ăn ra, Gareth tức giận đến đạp vào mặt Bob, khiến anh lăn ra bất tỉnh.
Trong khi đó, Sasha đang ở phía bên ngoài nhà thờ và tìm kiếm Bob xung quanh. Sau khi cô giết chết 2 xác sống, Rick và Tyreese đến từ phía sau và bảo cô vào lại bên trong. Sasha khẳng định rằng họ đang bị ai đó theo dõi, cô giận dữ chuyển sự nghi ngờ của mình vào cha xứ Gabriel. Sasha rút dao ra đe dọa Gabriel thì bị mọi người cản lại. Rick đã lôi cô ra và đích thân đối chất với Gabriel. Anh yêu cầu ông phải kể ra toàn bộ mọi chuyện liên quan đến con walker bên trong kho thực phẩm trước đó và cả những dấu vết cùng dòng chữ "Ngươi sẽ phải trả giá" bên ngoài tường nhà thờ. Gabriel liền bật khóc và tiết lộ tội lỗi trước đây của ông khi dịch bệnh mới bắt đầu bùng phát. Khi đó ông đã khóa chặt những cánh cửa của nhà thờ lại và không cho những người ngoài vào trong, khiến họ bị walker vây lấy xé xác. Ông cho rằng nhóm của Rick chính là những người được Chúa cử tới để trừng phạt ông. Khi cả nhóm đang lắng nghe Gabriel nói, họ bỗng nghe thấy những tiếng huýt sáo ở bên ngoài. Glenn nhìn qua cửa kính và thấy có ai đó đang nằm trên thảm cỏ - đó chính là Bob. Nhóm của Rick vội vàng ra ngoài và đưa Bob vào bên trong trong khi một vài xác sống xung quanh tiến lại gần. Nhóm của Gareth từ chỗ núp của chúng tranh thủ xả súng về phía nhóm Rick. Rick đành dùng súng của mình bắn trả để mọi người có thời gian đưa Bob vào trong.
Khi tất cả mọi người đã an toàn vào được bên trong nhà thờ, Bob lấy lại tỉnh táo và nói rằng Gareth cùng 5 thành viên còn sống khác của Terminus đã chặt chân anh và nướng lên ăn ngay trước mặt anh như chẳng hề có chuyện gì xảy ra. Sasha liền hỏi rằng liệu họ có thứ gì có thể giúp Bob bớt đau đớn không. Trước khi có người kịp đi lấy thuốc, Bob đã từ chối và bảo rằng mọi người trong nhóm nên tiết kiệm, anh vạch vai áo của mình ra và để lộ vết cắn. Bob kể lại rằng anh đã bị cắn lúc ở trong kho thực phẩm. Khi cả nhóm lo lắng về việc liệu Bob sẽ trụ được bao lâu, Glenn nói với Rick rằng trước đây Jim từng sống sót sau vết cắn được 2 ngày trước khi được cả nhóm để lại bên đường. Gabriel nói răng họ có thể để Bob vào nằm trên chiếc ghế bành trong phòng ông và Sasha liền nói lời cảm ơn.
Khi Sasha đang ngồi bên chăm sóc cho Bob, Rick hỏi Gabriel rằng liệu ông có nhận ra nơi mà nhóm Gareth đang ở theo như những gì Bob miêu tả không. Gabriel trả lời rằng đó có lẽ là một trường học cách nhà thờ không xa.
Rick cùng mọi người trong nhóm cùng bàn cách phải làm gì tiếp theo, anh muốn tấn công nhóm của Gareth trước khi chúng kịp làm điều ngược lại. Tuy nhiên, Abraham khăng khăng cho rằng nhóm của họ nên rời khỏi ngay lúc đó vì nơi đây quá nguy hiểm, đặc biệt là với Eugene. Rick và Abraham bắt đầu tranh cãi và khi giữa họ chuẩn bị xảy ra ẩu đả, Glenn đã kịp thời can họ lại. Cuối cùng, Glenn đã thuyết phục được nhóm của Abraham ở lại nhà thờ thêm nửa ngày nữa và giúp đỡ mọi người, đổi lại, vợ chồng Glenn và Maggie cùng Tara sẽ cùng họ đến Washington, D.C..
Trước khi một số thành viên trong nhóm chuẩn bị rời khỏi để tấn công nhóm Gareth, Sasha dành một ít thời gian ngồi cạnh Bob. Khi Bob đã ngủ, Tyreese lại gần em gái mình và khuyên cô nên ở lại chăm sóc người mình yêu trong những giây phút cuối đời. Sasha nhắc lại cho anh trai nhớ về cảm giác của anh khi biết Karen bị sát hại, nhưng Tyreese nói rằng anh chỉ nhất thời bị sự tức giận làm mù quáng, và chỉ có sự tha thứ là thứ mà họ phải đối mặt. Sasha giận dữ hỏi lại rằng có phải Tyreese đang khuyên cô tha thứ cho Gareth sau những gì hắn và đồng bọn đã làm. Cô cho rằng cả nhóm không còn lựa chọn nào khác ngoài việc giết hắn. Nhưng Tyreese không đồng ý, anh nghĩ rằng không phải tất cả nhóm, mà chỉ mình cô là người có quyền đưa ra lựa chọn. Cuối cùng, Sasha đưa cho anh trai con dao của mình, dặn anh hãy đâm nó vào đầu Bob nếu trong lúc cô đi, Bob tỉnh dậy dưới hình hài xác sống.
Lát sau, Rick, Michonne, Abraham, Glenn, Maggie và Tara bắt đầu rời khỏi nhà thờ và hướng đến địa điểm của nhóm Gareth. Không lâu sau khi họ đi khỏi, nhóm của Gareth xuất hiện từ hướng đối diện và tiến về phía nhà thờ. Chúng phá cửa nhà thờ và cầm vũ khí tiến vào trong. Gareth lên tiếng gọi tên những người đang còn ở trong nhà thờ, hắn biết rằng Rick cùng một vài người trong nhóm đã mang hầu hết vũ khí rời khỏi. Sau khi gọi và không nhận được trả lời, Gareth bắt đầu chuyển qua gọi tên cha xứ Gabriel, hắn nói rằng nếu ông lên tiếng và giao nạp những kẻ khác, chúng sẽ tha mạng cho ông và để ông rời khỏi cùng Judith. Đột nhiên, Judith khóc lớn, để lộ cho nhóm Gareth biết chỗ ẩn nấp của những người còn lại. Sau khi nói với những người đang nấp bên trong căn phòng rằng chúng cho họ cơ hội cuối cùng để tự nguyện ra ngoài nhưng không nhận được trả lời, Gareth ra lệnh cho 2 tên trong nhóm chuẩn bị phá cửa xông vào.
Bất ngờ, cả hai tên này bị bắn vào đầu và gục xuống ngay lập tức. Gareth và những tên còn lại quay lại nhìn thì nhận ra rằng nhóm Rick đã quay lại nhà thờ và phục kích chúng. Gareth giơ tay chỉ về phía căn phòng những người khác đang nấp và đe dọa sẽ xả súng thì bị Rick bắn đứt 2 ngón tay. Gareth rên lên đau đớn rồi ngã quỵ xuống. Rick bước vào và ra lệnh cho những tên còn lại phải bỏ vũ khí và quỳ xuống. Tất cả chúng đều sợ sệt làm theo lời anh, ngoại trừ Martin. Phải đến lúc Abraham bước đến và chĩa súng vào đầu hắn, Martin mới chịu quỳ xuống. Khi Rick tiến đến trước Gareth, hắn cố thuyết phục Rick rằng trước đây cư dân Terminus từng là những người tốt cho đến khi bị những kẻ xấu đến đánh chiếm. Gareth cầu xin được Rick tha mạng và nói rằng nếu như anh để chúng đi, nhóm của anh sẽ không bao giờ phải gặp lại chúng lần nữa. Rick cho rằng sẽ rất nguy hiểm nếu anh khoan nhượng, vì không chỉ với mình nhóm Rick, mà Gareth cùng đồng bọn hắn có thể làm hại bất kỳ ai. Bên cạnh đó, Rick cũng buộc phải thực hiện "một lời hứa" trước đó với Gareth. Nói xong, Rick rút cây mã tấu từ thắt lưng (mà trước đó anh từng nói sẽ dùng nó để giết Gareth) ra rồi chém tiên tiếp vào người hắn. Gareth hét lên đau đớn và kinh hãi trong khi những tên còn lại trong nhóm hắn cũng bị nhóm Rick giết chết một cách tàn bạo.
Sau khi mọi chuyện đã kết thúc, cha xứ Gabriel mở cửa bước ra và chứng kiến khung cảnh đẫm máu đó. Khi Rick, Abraham và Sasha đi vào bên trong để xem tình hình của những người còn lại, Gabriel thẫn thờ đi đến nhìn Glenn và Maggie rồi nói: "Đây là ngôi nhà của Chúa mà!". Maggie liền nhìn ông và lạnh lùng đáp lại: "Không, nơi đây chỉ là 4 bức tường và một cái trần nhà thôi".
Sáng hôm sau, sau khi mỗi thành viên trong nhóm đã đến nói lời từ biệt với Bob. Bob nói rằng anh muốn được nói chuyện riêng với Rick. Khi Rick định đưa Judith cho Carl bế, Bob nói rằng hãy để Judith ở lại. Bob nói lời cảm ơn với Rick vì trước đây đã cho anh gia nhập cộng đồng nhà tù, để anh có thể thấy rằng trên thế giới này vẫn còn những người tốt. Sau khi Rick đã rời khỏi, Sasha bước vào ngồi cạnh Bob trong những giây phút cuối đời cua anh. Một lát sau, Bob nhắm mắt và tắt thở, Sasha bật khóc và rút dao ra để chuẩn bị đâm vào đầu, ngăn chặn anh biến đổi. Tuy nhiên, Tyreese bước vào phòng cầm lấy con dao, anh bảo Sasha ra ngoài và để anh làm việc này. Sau khi Sasha đã đi, Tyreese dùng dao đâm vào đầu Bob.
Lát sau, sau khi đã chôn cất Bob, Abraham đưa cho Rick một tấm bản đồ vạch đường đi đến Washington. Nhóm của họ đã quyết định tách ra, Abraham, Rosita, Eugene cùng Glenn, Maggie và Tara sẽ lên đường đến Washington trước, trong khi những còn lại ở nhà thờ chờ Daryl và Carol quay lại rồi sẽ theo sau. Sau khi nhóm Abraham đã lên xe và rời khỏi, Rick mở tấm bản đồ ra nhìn thì thấy một dòng chữ ghi rằng: "Xin lỗi vì hôm qua tôi đã làm một tên khốn. Hãy đến Washington. Thế giới này sẽ cần RICK GRIMES". Ngoái nhìn lại, Rick thấy Tyreese đang đào mộ cho xác của nhóm Gareth, anh liền đến và làm cùng Tyreese.
Đêm hôm đó, Michonne ra ngồi bên ngoài nhà thờ và ngắm nhìn cây katana mà cô lấy lại được từ túi của Martin. Gabriel đến ngồi cạnh cô và chia sẻ rằng ông không thể ngủ được sau khi chứng kiến những việc vừa xảy ra. Michonne nói với ông rằng dù cảm giác ấy sẽ không bao giờ mất đi, nó cũng sẽ vơi dần đi theo thời gian. Cuộc trò chuyện giữa họ bị cắt ngang bởi một tiếng động phát ra từ trong rừng. Gabriel vội vàng chạy vào bên trong nhà thờ trong khi Michonne lại gần chỗ phát ra tiếng động đó kiểm tra. Khi cô chậm rãi tiến lại gần, Daryl bất ngờ xuất hiện. Michonne mỉm cười khi thấy Daryl đã quay lại, tuy nhiên, nụ cười nhanh chóng bụt tắt khi cô thấy Daryl đi một mình. Cô liền hỏi anh rằng Carol đâu. Daryl lặng lẽ nhìn Michonne một lúc rồi quay lại gọi ai đó ở phía sau hãy bước ra.

## Diễn viên

### Diễn viên chính
- Andrew Lincoln vai Rick Grimes
- Norman Reedus vai Daryl Dixon
- Steven Yeun vai Glenn Rhee
- Lauren Cohan vai Maggie Greene
- Chandler Riggs vai Carl Grimes
- Danai Gurira vai Michonne
- Melissa McBride vai Carol Peletier*
- Michael Cudlitz vai Abraham Ford
- Emily Kinney vai Beth Greene*
- Chad Coleman vai Tyreese Williams
- Sonequa Martin-Green vai Sasha Williams
- Lawrence Gilliard Jr. vai Bob Stookey
- Josh McDermitt vai Eugene Porter
- Christian Serratos vai Rosita Espinosa
- Alanna Masterson vai Tara Chambler
- Seth Gilliam vai Gabriel Stokes
- Andrew J. West vai Gareth

### Diễn viên định kỳ
- Chris Coy vai Martin

*Không xuất hiện trong tập này

## Các diễn viên phụ khác
- April Billingsley vai Theresa
- Benjamin Papac vai Albert
- Travis Young vai Greg
- Chris Burns vai Mike
- Charlotte & Clara Ward vai Judith Grimes

## Cái chết trong tập
- Mike
- Albert
- Theresa
- Greg
- Martin
- Gareth
- Bob Stookey

## Đánh giá
"Four Walls And A Roof" nhận được phản hồi tốt từ giới phê bình. Zack Handlen của trang The A.V. Club cho tập phim điểm A (trên thang điểm từ F tới A). Matt Fowler từ trang IGN cho tập phim điểm 8.6 trên 10. Và trên trang Rotten Tomatoes, có 82% trong số 11 bài đánh giá về tập phim mang tính tích cực. Alan Sepinwall của trang HitFix nhận xét: "Tôi rất mừng khi các biên kịch đã không giữ nhóm những kẻ ăn thịt người kia lại như một mối hiểm họa lâu dài, cũng như để biện hộ cho hành động man rợ của chúng. Và nhóm của Rick thì ra cũng không ngu ngốc như ban đầu tôi tưởng, khi mà Rick mang theo hầu hết những người chiến đấu giỏi nhất rời khỏi nhà thờ, đó rõ ràng là điều mà Gareth muốn. Cuộc thảm sát những thành viên cuối cùng còn sót lại của Terminus thực sự rất tàn bạo. Nó cho chúng ta thấy Rick có thể trở nên hung dữ và máu lạnh đến nhường nào khi anh ấy bị dồn vào đường cùng".

## Bên lề
- Tên của tập phim, "Four Walls And A Roof" bắt nguồn từ việc cha xứ Gabriel phản đối việc nhóm Rick gây nên những sự tàn sát đẫm máu bên trong "Ngôi nhà của Chúa" (nhà thờ). Sau đó, Maggie đã đáp lại rằng đây không phải "Ngôi nhà của Chúa" mà chỉ đơn giản là "Bốn bức tường và một trần nhà".
- Với cái chết của Gareth và Bob trong tập này, đây là tập phim thứ hai trong toàn bộ series có cái chết của 2 nhân vật chính sau tập "Too Far Gone".
- Tập phim đánh dấu việc Michonne lấy lại được thanh katana của cô.
- Bob là thành viên cuối cùng chết trong số những người gia nhập cộng đồng nhà tù vào khoảng thời gian giữa Phần 3 và Phần 4.
- Trạng thái của Carol lần thứ 4 bị chuyển thành "Không rõ ràng" ở cuối một tập phim.
- Trong mục Letter Hacks của truyện tranh The Walking Dead, Robert Kirkman xác nhận rằng việc ăn thịt một người đã bị cắn (của nhóm The Hunters trong truyện và nhóm Gareth trong phim) sẽ không khiến những người ăn thịt bị lây nhiễm.
- Tập phim sử dụng nhiều cảnh trong các tập truyện tranh của Tập 11: Fear The Hunters.